# Vertol VZ-2
Le Vertol VZ-2 (plus tard, Boeing-Vertol VZ-2) était un avion expérimental construit aux États-Unis en 1957 pour étudier le concept de l'aile basculante, permettant le décollage et l'atterrissage vertical.

## Conception

### Aéronefs comparables
- Canadair CL-84
- Dornier Do 29
- Hiller X-18
- Kaman K-16B (en)
- LTV XC-142